# 杨蔚然
杨蔚然，光州(今河南信阳地区)人，清朝政治人物。

## 生平
嘉慶十三年（1808年）戊辰科進士。曾于1817年接替张日瑶任福建永安县知县一职，1823年由武耀曾接任。